# Список астероїдів (9301—9400)
| Назва                                  | Тимчасове позначення | Дата відкриття    | Місце відкриття                    | Відкривач                          |
| -------------------------------------- | -------------------- | ----------------- | ---------------------------------- | ---------------------------------- |
| (9301) 1985 RB4                        | 1985 RB4             | 10 вересня 1985   | Обсерваторія Ла-Сілья              | Анрі Дебеонь                       |
| (9302) 1985 TB3                        | 1985 TB3             | 12 жовтня 1985    | Ціммервальдська обсерваторія       | Пауль Вільд                        |
| (9303) 1986 QH3                        | 1986 QH3             | 29 серпня 1986    | Обсерваторія Ла-Сілья              | Анрі Дебеонь                       |
| (9304) 1986 RA5                        | 1986 RA5             | 1 вересня 1986    | Обсерваторія Ла-Сілья              | Анрі Дебеонь                       |
| 9305 Хазард (Hazard)                   | 1986 TR1             | 7 жовтня 1986     | Станція Андерсон-Меса              | Едвард Бовелл                      |
| 9306 Піттоспорум (Pittosporum)         | 1987 CG              | 2 лютого 1987     | Обсерваторія Ла-Сілья              | Ерік Вальтер Ельст                 |
| 9307 Регіомонтан (Regiomontanus)       | 1987 QS              | 21 серпня 1987    | Обсерваторія Карла Шварцшильда     | Ф. Бернґен                         |
| 9308 Рендіроуз (Randyrose)             | 1987 SD4             | 21 вересня 1987   | Станція Андерсон-Меса              | Едвард Бовелл                      |
| 9309 Платанус (Platanus)               | 1987 SS9             | 20 вересня 1987   | Смолян                             | Ерік Вальтер Ельст                 |
| (9310) 1987 SV12                       | 1987 SV12            | 18 вересня 1987   | Обсерваторія Ла-Сілья              | Анрі Дебеонь                       |
| (9311) 1987 UV1                        | 1987 UV1             | 25 жовтня 1987    | Обсерваторія Кушіро                | Сейджі Уеда, Хіроші Канеда         |
| (9312) 1987 VE2                        | 1987 VE2             | 15 листопада 1987 | Обсерваторія Кушіро                | Сейджі Уеда, Хіроші Канеда         |
| 9313 Протей (Protea)                   | 1988 CH3             | 13 лютого 1988    | Обсерваторія Ла-Сілья              | Ерік Вальтер Ельст                 |
| (9314) 1988 DJ1                        | 1988 DJ1             | 19 лютого 1988    | Обсерваторія Ґекко                 | Йошіакі Ошіма                      |
| 9315 Вайгель (Weigel)                  | 1988 PP2             | 13 серпня 1988    | Обсерваторія Карла Шварцшильда     | Ф. Бернґен                         |
| 9316 Рамнус (Rhamnus)                  | 1988 PX2             | 12 серпня 1988    | Обсерваторія Верхнього Провансу    | Ерік Вальтер Ельст                 |
| (9317) 1988 RO4                        | 1988 RO4             | 1 вересня 1988    | Обсерваторія Ла-Сілья              | Анрі Дебеонь                       |
| (9318) 1988 RG9                        | 1988 RG9             | 6 вересня 1988    | Обсерваторія Ла-Сілья              | Анрі Дебеонь                       |
| (9319) 1988 RV11                       | 1988 RV11            | 14 вересня 1988   | Обсерваторія Серро Тололо          | Ш. Дж. Бас                         |
| (9320) 1988 VN3                        | 1988 VN3             | 11 листопада 1988 | Обсерваторія Ґекко                 | Йошіакі Ошіма                      |
| 9321 Алексконоплів (Alexkonopliv)      | 1989 AK              | 5 січня 1989      | YGCO (станція Тійода)              | Такуо Кодзіма                      |
| 9322 Лінденау (Lindenau)               | 1989 AC7             | 10 січня 1989     | Обсерваторія Карла Шварцшильда     | Ф. Бернґен                         |
| 9323 Хірохісасато (Hirohisasato)       | 1989 CV1             | 11 лютого 1989    | Обсерваторія Ґейсей                | Тсутому Секі                       |
| (9324) 1989 CH4                        | 1989 CH4             | 7 лютого 1989     | Обсерваторія Кушіро                | Сейджі Уеда, Хіроші Канеда         |
| 9325 Стоунхендж (Stonehenge)           | 1989 GG4             | 3 квітня 1989     | Обсерваторія Ла-Сілья              | Ерік Вальтер Ельст                 |
| 9326 Рута (Ruta)                       | 1989 SP2             | 26 вересня 1989   | Обсерваторія Ла-Сілья              | Ерік Вальтер Ельст                 |
| 9327 Дюрбек (Duerbeck)                 | 1989 SW2             | 26 вересня 1989   | Обсерваторія Ла-Сілья              | Ерік Вальтер Ельст                 |
| (9328) 1990 DL3                        | 1990 DL3             | 24 лютого 1990    | Обсерваторія Ла-Сілья              | Анрі Дебеонь                       |
| 9329 Ніколайметнер (Nikolaimedtner)    | 1990 EO              | 2 березня 1990    | Обсерваторія Ла-Сілья              | Ерік Вальтер Ельст                 |
| (9330) 1990 EF7                        | 1990 EF7             | 3 березня 1990    | Обсерваторія Ла-Сілья              | Анрі Дебеонь                       |
| 9331 Фаннігензель (Fannyhensel)        | 1990 QM9             | 16 серпня 1990    | Обсерваторія Ла-Сілья              | Ерік Вальтер Ельст                 |
| (9332) 1990 SB1                        | 1990 SB1             | 16 вересня 1990   | Паломарська обсерваторія           | Генрі Гольт                        |
| 9333 Хіраймаса (Hiraimasa)             | 1990 TK3             | 15 жовтня 1990    | Обсерваторія Кітамі                | Кін Ендате, Кадзуро Ватанабе       |
| 9334 Моеста (Moesta)                   | 1990 UU3             | 16 жовтня 1990    | Обсерваторія Ла-Сілья              | Ерік Вальтер Ельст                 |
| (9335) 1991 AA1                        | 1991 AA1             | 10 січня 1991     | Обсерваторія Яцуґатаке-Кобутізава  | Йошіо Кушіда, Осаму Мурамацу       |
| 9336 Альтенбург (Altenburg)            | 1991 AY2             | 15 січня 1991     | Обсерваторія Карла Шварцшильда     | Ф. Бернґен                         |
| (9337) 1991 FO1                        | 1991 FO1             | 17 березня 1991   | Обсерваторія Ла-Сілья              | Анрі Дебеонь                       |
| (9338) 1991 FL4                        | 1991 FL4             | 25 березня 1991   | Обсерваторія Ла-Сілья              | Анрі Дебеонь                       |
| 9339 Кімновак (Kimnovak)               | 1991 GT5             | 8 квітня 1991     | Обсерваторія Ла-Сілья              | Ерік Вальтер Ельст                 |
| 9340 Вільямхолден (Williamholden)      | 1991 LW1             | 6 червня 1991     | Обсерваторія Ла-Сілья              | Ерік Вальтер Ельст                 |
| 9341 Грейскеллі (Gracekelly)           | 1991 PH2             | 2 серпня 1991     | Обсерваторія Ла-Сілья              | Ерік Вальтер Ельст                 |
| 9342 Керіґрант (Carygrant)             | 1991 PJ7             | 6 серпня 1991     | Обсерваторія Ла-Сілья              | Ерік Вальтер Ельст                 |
| (9343) 1991 PO11                       | 1991 PO11            | 9 серпня 1991     | Паломарська обсерваторія           | Генрі Гольт                        |
| 9344 Клопсток (Klopstock)              | 1991 RB4             | 12 вересня 1991   | Обсерваторія Карла Шварцшильда     | Ф. Бернґен, Лутц Шмадель           |
| (9345) 1991 RA10                       | 1991 RA10            | 12 вересня 1991   | Паломарська обсерваторія           | Генрі Гольт                        |
| 9346 Фернандель (Fernandel)            | 1991 RN11            | 4 вересня 1991    | Обсерваторія Ла-Сілья              | Ерік Вальтер Ельст                 |
| (9347) 1991 RY21                       | 1991 RY21            | 15 вересня 1991   | Паломарська обсерваторія           | Генрі Гольт                        |
| (9348) 1991 RH25                       | 1991 RH25            | 11 вересня 1991   | Паломарська обсерваторія           | Генрі Гольт                        |
| 9349 Лукас (Lucas)                     | 1991 SX              | 30 вересня 1991   | Обсерваторія Сайдинг-Спрінг        | Роберт Макнот                      |
| 9350 Васеда (Waseda)                   | 1991 TH2             | 13 жовтня 1991    | Нюкаса                             | Масанорі Хірасава, Шохеї Судзукі   |
| 9351 Ноймаєр (Neumayer)                | 1991 TH6             | 2 жовтня 1991     | Обсерваторія Карла Шварцшильда     | Лутц Шмадель, Ф. Бернґен           |
| (9352) 1991 UB4                        | 1991 UB4             | 31 жовтня 1991    | Обсерваторія Кушіро                | Сейджі Уеда, Хіроші Канеда         |
| (9353) 1991 VM4                        | 1991 VM4             | 9 листопада 1991  | Обсерваторія Дінік                 | Ацуші Суґіе                        |
| (9354) 1991 VF7                        | 1991 VF7             | 11 листопада 1991 | Обсерваторія Кушіро                | Сейджі Уеда, Хіроші Канеда         |
| (9355) 1991 XO2                        | 1991 XO2             | 5 грудня 1991     | Обсерваторія Кушіро                | Сейджі Уеда, Хіроші Канеда         |
| 9356 Елінек (Elineke)                  | 1991 YV              | 30 грудня 1991    | Обсерваторія Верхнього Провансу    | Ерік Вальтер Ельст                 |
| 9357 Венесуела (Venezuela)             | 1992 AT3             | 11 січня 1992     | Мерида (Венесуела)                 | Орландо Наранхо                    |
| 9358 Фаро (Faro)                       | 1992 DN7             | 29 лютого 1992    | Обсерваторія Ла-Сілья              | UESAC                              |
| 9359 Флеріндж (Fleringe)               | 1992 ED11            | 6 березня 1992    | Обсерваторія Ла-Сілья              | UESAC                              |
| (9360) 1992 EV13                       | 1992 EV13            | 2 березня 1992    | Обсерваторія Ла-Сілья              | UESAC                              |
| (9361) 1992 EM18                       | 1992 EM18            | 3 березня 1992    | Обсерваторія Ла-Сілья              | UESAC                              |
| 9362 Міяїма (Miyajima)                 | 1992 FE1             | 23 березня 1992   | Обсерваторія Кітамі                | Кін Ендате, Кадзуро Ватанабе       |
| (9363) 1992 GR                         | 1992 GR              | 3 квітня 1992     | Обсерваторія Кушіро                | Сейджі Уеда, Хіроші Канеда         |
| 9364 Клузіус (Clusius)                 | 1992 HZ3             | 23 квітня 1992    | Обсерваторія Ла-Сілья              | Ерік Вальтер Ельст                 |
| 9365 Чайнізвілсон (Chinesewilson)      | 1992 RU3             | 2 вересня 1992    | Обсерваторія Ла-Сілья              | Ерік Вальтер Ельст                 |
| (9366) 1992 WR1                        | 1992 WR1             | 17 листопада 1992 | Обсерваторія Дінік                 | Ацуші Суґіе                        |
| (9367) 1993 BO3                        | 1993 BO3             | 30 січня 1993     | Станція JCPM Якіїмо                | Акіра Наторі, Такеші Урата         |
| 9368 Есаші (Esashi)                    | 1993 BS3             | 26 січня 1993     | Каґошіма                           | Масару Мукаї, Масанорі Такеїші     |
| (9369) 1993 DB1                        | 1993 DB1             | 20 лютого 1993    | Окутама                            | Цуному Хіокі, Шудзі Хаякава        |
| (9370) 1993 FC22                       | 1993 FC22            | 21 березня 1993   | Обсерваторія Ла-Сілья              | UESAC                              |
| (9371) 1993 FV31                       | 1993 FV31            | 19 березня 1993   | Обсерваторія Ла-Сілья              | UESAC                              |
| 9372 Вамлінбо (Vamlingbo)              | 1993 FK37            | 19 березня 1993   | Обсерваторія Ла-Сілья              | UESAC                              |
| 9373 Гамра (Hamra)                     | 1993 FY43            | 19 березня 1993   | Обсерваторія Ла-Сілья              | UESAC                              |
| 9374 Сундре (Sundre)                   | 1993 FJ46            | 19 березня 1993   | Обсерваторія Ла-Сілья              | UESAC                              |
| 9375 Омодака (Omodaka)                 | 1993 HK              | 16 квітня 1993    | Обсерваторія Кітамі                | Кін Ендате, Кадзуро Ватанабе       |
| 9376 Тьйонвіль (Thionville)            | 1993 OU7             | 20 липня 1993     | Обсерваторія Ла-Сілья              | Ерік Вальтер Ельст                 |
| 9377 Мец (Metz)                        | 1993 PJ7             | 15 серпня 1993    | Коссоль                            | Ерік Вальтер Ельст                 |
| 9378 Нансі-Лотарингія (Nancy-Lorraine) | 1993 QF3             | 18 серпня 1993    | Коссоль                            | Ерік Вальтер Ельст                 |
| 9379 Діжон (Dijon)                     | 1993 QH3             | 18 серпня 1993    | Коссоль                            | Ерік Вальтер Ельст                 |
| 9380 Макон (Macon)                     | 1993 QZ5             | 17 серпня 1993    | Коссоль                            | Ерік Вальтер Ельст                 |
| 9381 Ліон (Lyon)                       | 1993 RT19            | 15 вересня 1993   | Обсерваторія Ла-Сілья              | Анрі Дебеонь, Ерік Вальтер Ельст   |
| 9382 Міхоносекі (Mihonoseki)           | 1993 TK11            | 11 жовтня 1993    | Обсерваторія Кітамі                | Кін Ендате, Кадзуро Ватанабе       |
| 9383 Монтелімар (Montelimar)           | 1993 TP15            | 9 жовтня 1993     | Обсерваторія Ла-Сілья              | Ерік Вальтер Ельст                 |
| 9384 Арансіо (Aransio)                 | 1993 TP26            | 9 жовтня 1993     | Обсерваторія Ла-Сілья              | Ерік Вальтер Ельст                 |
| 9385 Авіньйон (Avignon)                | 1993 TJ30            | 9 жовтня 1993     | Обсерваторія Ла-Сілья              | Ерік Вальтер Ельст                 |
| 9386 Хітомі (Hitomi)                   | 1993 XD1             | 5 грудня 1993     | Нюкаса                             | Масанорі Хірасава, Шохеї Судзукі   |
| 9387 Твідліді (Tweedledee)             | 1994 CA              | 2 лютого 1994     | Фудзієда                           | Х. Шіодзава, Такеші Урата          |
| 9388 Takeno                            | 1994 EH2             | 10 березня 1994   | Обсерваторія Оїдзумі               | Такао Кобаяші                      |
| 9389 Конділлак (Condillac)             | 1994 ET6             | 9 березня 1994    | Коссоль                            | Ерік Вальтер Ельст                 |
| (9390) 1994 NJ1                        | 1994 NJ1             | 12 липня 1994     | Обсерваторія Наті-Кацуура          | Йошісада Шімідзу, Такеші Урата     |
| (9391) 1994 PH1                        | 1994 PH1             | 14 серпня 1994    | Обсерваторія Сайдинг-Спрінг        | Роберт Макнот                      |
| 9392 Кавайон (Cavaillon)               | 1994 PK7             | 10 серпня 1994    | Обсерваторія Ла-Сілья              | Ерік Вальтер Ельст                 |
| 9393 Апта (Apta)                       | 1994 PT14            | 10 серпня 1994    | Обсерваторія Ла-Сілья              | Ерік Вальтер Ельст                 |
| 9394 Маноск (Manosque)                 | 1994 PV16            | 10 серпня 1994    | Обсерваторія Ла-Сілья              | Ерік Вальтер Ельст                 |
| 9395 Сен Мішель (Saint Michel)         | 1994 PC39            | 10 серпня 1994    | Обсерваторія Ла-Сілья              | Ерік Вальтер Ельст                 |
| 9396 Yamaneakisato                     | 1994 QT              | 17 серпня 1994    | Обсерваторія Оїдзумі               | Такао Кобаяші                      |
| 9397 Ломбарді (Lombardi)               | 1994 RJ              | 6 вересня 1994    | Обсерваторія Санта-Лючія Стронконе | Обсерваторія Санта-Лючія Стронконе |
| 9398 Бідельман (Bidelman)              | 1994 SH3             | 28 вересня 1994   | Обсерваторія Кітт-Пік              | Spacewatch                         |
| 9399 Пеш (Pesch)                       | 1994 ST12            | 29 вересня 1994   | Обсерваторія Кітт-Пік              | Spacewatch                         |
| (9400) 1994 TW1                        | 1994 TW1             | 9 жовтня 1994     | Паломарська обсерваторія           | Е. Гелін, Кеннет Лоренс            |

| Астероїди 1—10000 → |           |           |           |           |           |           |           |           |            |
| 1—100               | 1001—1100 | 2001—2100 | 3001—3100 | 4001—4100 | 5001—5100 | 6001—6100 | 7001—7100 | 8001—8100 | 9001—9100  |
| 101—200             | 1101—1200 | 2101—2200 | 3101—3200 | 4101—4200 | 5101—5200 | 6101—6200 | 7101—7200 | 8101—8200 | 9101—9200  |
| 201—300             | 1201—1300 | 2201—2300 | 3201—3300 | 4201—4300 | 5201—5300 | 6201—6300 | 7201—7300 | 8201—8300 | 9201—9300  |
| 301—400             | 1301—1400 | 2301—2400 | 3301—3400 | 4301—4400 | 5301—5400 | 6301—6400 | 7301—7400 | 8301—8400 | 9301—9400  |
| 401—500             | 1401—1500 | 2401—2500 | 3401—3500 | 4401—4500 | 5401—5500 | 6401—6500 | 7401—7500 | 8401—8500 | 9401—9500  |
| 501—600             | 1501—1600 | 2501—2600 | 3501—3600 | 4501—4600 | 5501—5600 | 6501—6600 | 7501—7600 | 8501—8600 | 9501—9600  |
| 601—700             | 1601—1700 | 2601—2700 | 3601—3700 | 4601—4700 | 5601—5700 | 6601—6700 | 7601—7700 | 8601—8700 | 9601—9700  |
| 701—800             | 1701—1800 | 2701—2800 | 3701—3800 | 4701—4800 | 5701—5800 | 6701—6800 | 7701—7800 | 8701—8800 | 9701—9800  |
| 801—900             | 1801—1900 | 2801—2900 | 3801—3900 | 4801—4900 | 5801—5900 | 6801—6900 | 7801—7900 | 8801—8900 | 9801—9900  |
| 901—1000            | 1901—2000 | 2901—3000 | 3901—4000 | 4901—5000 | 5901—6000 | 6901—7000 | 7901—8000 | 8901—9000 | 9901—10000 |